# Roca de Cavalls
La Roca de Cavalls és una roca i cinglera amb el punt més elevat a 1.150,5 metres del terme actual de Conca de Dalt, pertanyent a l'antic municipi de Claverol, dins de l'antic enclavament dels Masos de Baiarri. És a prop de l'extrem sud-occidental de l'enclavament, a llevant i a prop de la quasi homònima Roca Cavalls. Queda a migdia de l'antiga caseria dels Masos de Baiarri.